# 니우촌 (시가현)
니우촌(丹生村)은 시가현 이카군에 설치되었던 촌이다. 현재의 나가하마시 북부에 해당한다.